# Prince Eyango
Pour les articles homonymes, voir Eyango.

Prince Ndedi Eyango est une figure emblématique de la musique camerounaise et africaine.il est reconnu pour avoir modernisé le Makossa, apportant une nouvelle dimension à ce genre musical traditionnel. Sa carrière musicale a connu des succès majeurs, avec des albums et des titres qui ont marqué l’histoire de la musique camerounaise et internationale, tels que :
	•	“You Must Calculer” (1987), qui l’a révélé au public.
	•	“Soûl Botingo” (1989), un autre classique de sa discographie.
	•	“Les Problèmes” et “Nkongsamba” (1991), qui l’ont solidement ancré comme un artiste incontournable.
	•	“Patou”, qui a également fait partie des morceaux emblématiques de sa carrière.
En plus de sa carrière musicale, Prince Ndedi Eyango est également un entrepreneur accompli. Il est impliqué dans plusieurs secteurs, tels que la menuiserie métallique, l’import-export, le marketing et la communication, ainsi que l’animation du marché et les travaux publics. Ces activités ont fait de lui une figure influente dans le domaine économique, tout en contribuant au développement des infrastructures et à la promotion des produits et services au Cameroun.
Il est aussi un producteur avec sa maison de production Preya Music, qui a produit des artistes tels que Longue Longue, Jacky Kingue, Tanus For, Marole Tchamba, Junior Eyango, et bien d’autres.
Son engagement ne s’arrête pas à l’économie, car il est également un promoteur culturel, organisant des événements d’envergure comme le Festival Ebomba et N’Samba Land, qui célèbrent la culture camerounaise et africaine.
Prince Ndedi Eyango est également guitariste, auteur-compositeur, arrangeur et ingénieur de son, des compétences qui lui ont permis de contribuer de manière significative à l’élaboration de son propre son et à la production musicale.
Son engagement dans la musique et la culture reste une priorité, et il continue de défendre la richesse du patrimoine africain, tant au Cameroun qu’à l’international.
De plus, Prince Ndedi Eyango porte avec honneur le titre de Mouan Nkum, un titre symbolique qui reflète son statut et son influence dans la musique et au-delà. Ce titre, bien que lié à une tradition des peuples Mbo’o ou Ngoh ni Songo, est un hommage à son impact sur la culture et la musique de son pays.
Avec un parcours exceptionnel tant dans le domaine artistique qu’entrepreneurial, Prince Ndedi Eyango reste une personnalité incontournable et une référence pour de nombreuses générations d’artistes et d’entrepreneurs.

## Famille
Il est le 3e enfant de la famille Eyango[pertinence contestée]. Son père est pasteur.
Il a trois filles et un garçon Elsie ndediEyango, Mina ndedi Eyango et Kamala ndedi Eyango, Rodrigue Ndedi eyango [pertinence contestée] ; les deux dernières  se lancent à leur tour en 2019 dans une carrière musicale,.
Il est l'oncle de l'auteur-compositeur-interprète Junior Eyango.

## Carrière artistique

### Débuts
Il commence à chanter dans la chorale de l'église de son père. Après la mort de ce dernier, il rejoint un oncle à Nkongsamba. En 1977, il part à Douala où, initié à la guitare, il intègre le groupe des Black Styl’s.

### Parcours artistique professionnel
En 1983, il part pour Paris. Il y sort son premier album Nweringa en 1983, suivi par Service libre en 1985, Salut les mariés en 1986 et surtout en 1987 You must calculer. Viendront ensuite Soul Botingo en 1989 « 1991 les problèmes et nkongsamba double album
Il effectue une tournée au Kenya et en Zambie en 1992.«
En 1993, il s'installe à Los Angeles aux États-Unis et y fonde la troupe Les Montagnards de Hollywood »
Il produit Viji/Surasse en 1995 »Si tu me mens en 1998 »métamorphose en 2000 »2007 mentalité africaine/on tourne la page »2009 Cameroun/école d’amour »
en 2009,il retourne au Cameroun 
```
Il produit 2010 un enfant est possible « 2011 appelle-moi « 2012 femmes enceintes « « 2015 les héros » 2017 renaissance « .
```

2022
20023 Enlevés ta bouche
2023 séparation à l’amiable 
2024 les enfants du continent 
En 1999, il devient également producteur en créant la société "Preya Music", qui a produit notamment Longuè Longuè, Jacky Kingue, Tanus Foé, Papa Zoé et Marole Tchamba,.
En 2009, il est retourné au Cameroun avec un objectif "d'apporter ses connaissances musicales américaines pour développer sa carrière en tant que musicien et producteur, et de promouvoir la culture vibrante, et le talent musical de son pays natal", comme il l'a dit dans de nombreuses interviews[réf. nécessaire].
En 2014, il est élu à la présidence de la coopérative des droits musicaux du Cameroun mais la justice lui en refuse le droit du fait de doutes sur sa nationalité ; cependant, ses partisans considèrent que c'est son programme anti-corruption qui lui vaut cette interdiction.
En 2015 après sa tournée de concerts de 4 mois en Europe, au Canada et aux États-Unis, Prince Eyango a sorti sa première chanson gospel "Merci Seigneur".

### Style
En 1986, Ndedi Eyango a développé un style musical fusionnant à la fois la pop et la musique traditionnelle camerounaise makossa. , Ndedi Eyango chante en français, en anglais, en pidgin, en douala et en mbo.
En tant que fondateur et leader de son groupe "Les Montagnards", il a révolutionné la musique Makossa en la transformant en une forme beaucoup plus dansante[non neutre][source secondaire nécessaire].
Prince Eyango fusionne le world beat[Quoi ?] et les rythmes africains avec des chorégraphies.

## Distinctions artistiques
Son plus grand succès, You Must Calculer, a remporté le prix de la meilleure chanson de l'année en 1987, celui de l'album le plus vendu de l'année et Eyango a remporté le prix du meilleur artiste de l'année au Cameroun.
En 2000, il a été nommé dans la catégorie "World Music" aux Los Angeles Weekly Music Awards[réf. nécessaire].
En 2007, Prince Eyango a enregistré un album intitulé "On Tourne La Page" et a remporté le prix du "Meilleur retour d'artiste"[réf. nécessaire].
En 2012, son album "Apelle Moi" a remporté le Canal 2'Or Music Award pour le meilleur artiste masculin de l'année.
Il a été nommé en 2015 au Firma Award au Nigeria pour le meilleur artiste masculin.

## Activités commerciales et industrielles
En 2009, il crée une entreprise industrielle de serrurerie automatique. En 2010, il crée le groupe Eyango Business qui comporte aussi des activités de menuiserie métallique, d'import-export l’événementiel, le marketing communication, l’animation du marché et de travaux publics.

## Activités politiques
Il n’est pas un homme politique 